# قوشا اوبا
قوشا اوبا (به لاتین: Qoşaoba) یک منطقه مسکونی در جمهوری آذربایجان است که در شهرستان زردآب واقع شده‌است. قوشا اوبا ۲۴۹۲ نفر جمعیت دارد.